# Glass Spider Tour

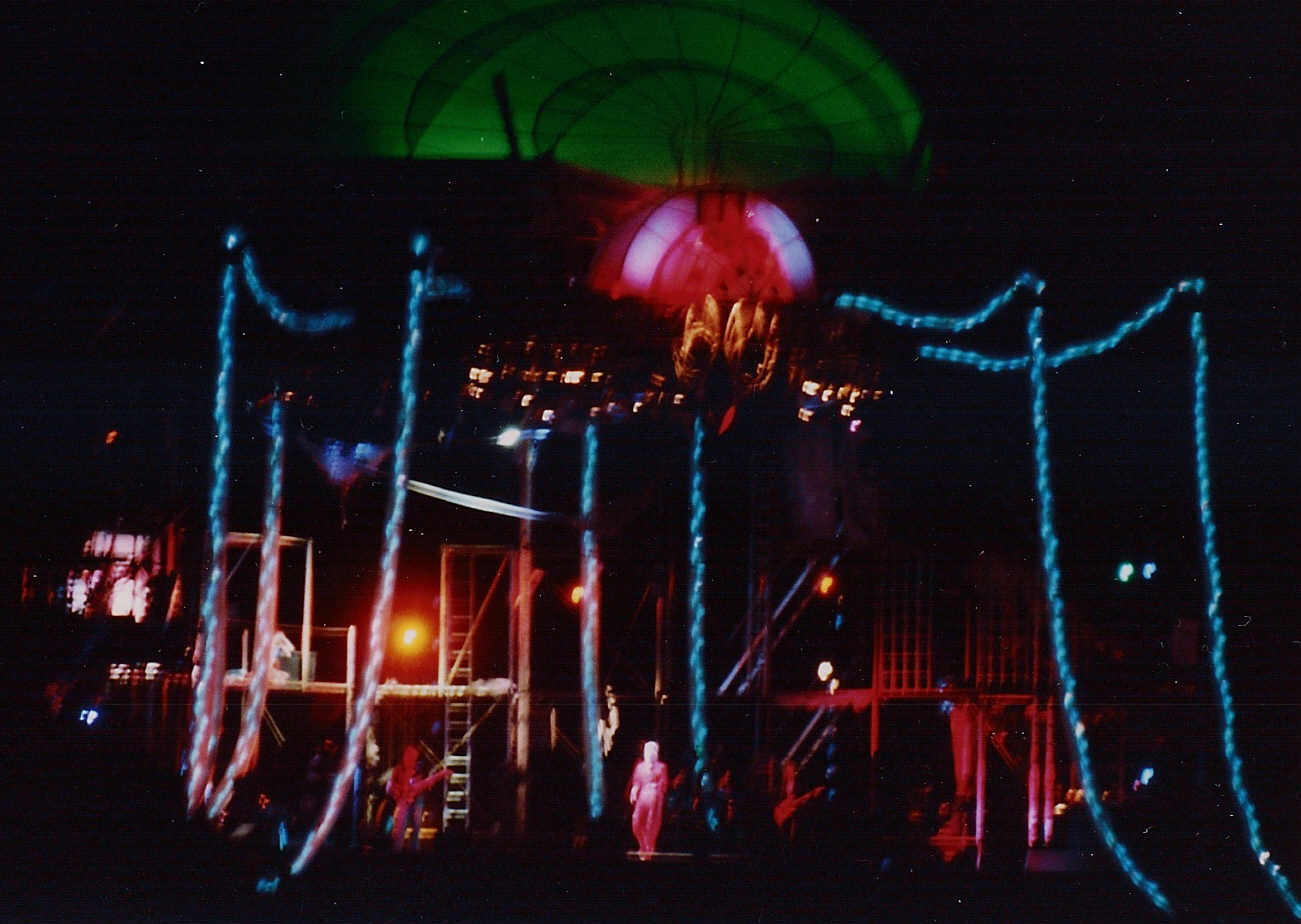
Palco utilizado durante a turnê.

A Glass Spider Tour foi uma turnê mundial do músico britânico David Bowie. Foi realizada para promover o álbum Never Let Me Down, ocorrendo de 30 de maio a 28 de novembro de 1987.